# Podegrodzie (gmina)

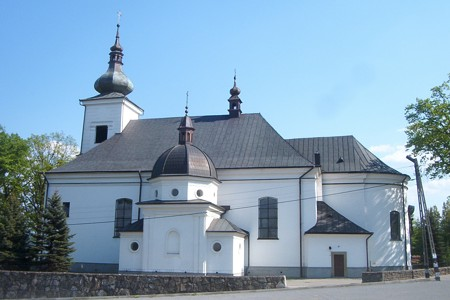

Podegrodzie est une gmina rurale du powiat de Nowy Sącz, Petite-Pologne, dans le sud de la Pologne. Son siège est le village de Podegrodzie, qui se situe environ 11 km au sud-ouest de Nowy Sącz et 72 km au sud-est de la capitale régionale Cracovie.
La gmina couvre une superficie de 63,74 km2 pour une population de 11 607 habitants.

## Géographie
La gmina inclut les villages de Brzezna, Chochorowice, Długołęka-Świerkla, Gostwica, Juraszowa, Mokra Wieś, Naszczowice, Olszana, Olszanka, Podegrodzie, Podrzecze, Rogi et Stadła.
La gmina borde la ville de Nowy Sącz et les gminy de Chełmiec, Łącko, Limanowa, Łukowica et Stary Sącz.